# Яуна
Яуна (Yahuna, Yaúna, Yayuna) — бездействующий и, возможно, мёртвый туканский язык, на котором говорит народ яуна, который проживает на реках Апапорис и Мирити в департаменте Амасонас в Колумбии. Также имелись диалекты датуана и опайна. 14 издание справочника Ethnologue считает язык мёртвым. В настоящее время народ говорит на языке макуна.